# Gaetano Starrabba
Gaetano Starrabba, né le 3 décembre 1932 à Palerme (Sicile), est un ancien pilote automobile italien.

## Biographie
Issu de l'aristocratie italienne, Gaetano Starrabba fit ses débuts en compétition automobile en 1953, participant au Tour de Sicile volant d'une Fiat 500. Il participa ensuite à des courses d'endurance dans son pays, terminant notamment huitième de la Targa Florio en 1954, sur une Lancia Aurelia. En 1955, il acquiert une Maserati deux litres sur laquelle il remporte sa première victoire en Sardaigne, dans une course mineure. L'année suivante, il acquiert une Ferrari 500 TR avec laquelle il obtient des résultats plus probants, terminant notamment cinquième du Grand Prix de Rome. Ses moyens lui permettent d'acquérir la nouvelle Ferrari 500 TRC au cours de l'année 1957, avec laquelle il obtient la septième place à la Targa Florio 1958, associé à Franco Cortese. Il courra ensuite sur Porsche, toujours en endurance, avant de débuter en Formule 1 en 1961, au Grand Prix d'Italie, sur une Lotus à moteur Maserati. Sa seule participation en championnat du monde se solde par un abandon. Il effectuera quelques autres courses hors championnat sur cette voitures, avec pour meilleur résultat une cinquième place au Grand Prix de Rome 1963, lors de sa dernière saison en monoplace. Il ne courra plus qu'épisodiquement par la suite, participant toutefois régulièrement à la Targa Florio jusqu'en 1970.